# Stéphanie od Monaka
Stéphanie od Monaka, punim imenom Stéphanie Marie Elisabeth Grimaldi (* Monte Carlo, 1. veljače 1965.), monegaška princeza i grofica Polignaca, najmlađa, buntovna kći monegaškog kneza Rainiera III. i princeze Grace Kelly. Mlađa je sestra sadašnjeg monegaškog kneza Alberta II. i Caroline od Monaka. Bavila se pjevanjem, modnim dizajnom i manekenstvom. Osim po brojnim vezama i avanturama, poznata je i po tome što je sudjelovala u automobilskoj nesreći 1982. godine, u kojoj je poginula njena majka.

## Životopis
Rodila se kao najmlađe dijete u kneževskoj obitelji Grimaldi. U trenutku rođenja bila je treća u redu u liniji nasljeđivanja prijestolja, iza brata Alberta i sestre Caroline. U ranoj mladosti bavila se klasičnim plesom i učila svirati klavir. Školovala se u Parizu, gdje se bavila i gimnastikom te se uspješno bavila sportom između 1974. i 1979. godine. Između ostalog, takmičila se u sportskom jahanju. I danas se bavi plivanjem i skijanjem.
Stéphanie je počela školovanje u katoličkoj školi Dames de Saint-Maur u Monaku, nakon čega je stekla stupanj prvostupnika u Dupanloup u Parizu. Tečno govori francuski, engleski i talijanski.
Dana 13. rujna 1982. godine sudjelovala je u automobilskoj nesreći nedaleko od Monte Carla, u kojoj je poginula njena majka Grace. Stéphanie je završila u bolnici s lakšim ozljedama. Službena verzija događaja je da je Grace Kelly imala srčani udar tijekom vožnje, zbog čega je izgubila nadzor nad automobilom, dok glasine tvrde da je zapravo Stéphanie bila ta koja je vozila i prouzročila nesreću. Zbog ozljeda nije mogla prisustvovati majčinom sprovodu.
Nakon fizičkog i psihičkog oporavka od nesreće, radila je kao model za modnu kuću Christian Dior (1983. – 1984.), da bi se potom bavila vlastitim poslom, proizvodnjom kupaćih kostima (1985. – 1987.) te promocijom vlastitog parfema 1989. godine. Godine 1986. izdala je sing Ouragan, poznat u engleskoj inačici kao Irresistible. Obje verzije postigle su izvanredan međunarodni uspjeh i bile prodane u više od 2 milijuna kopija. Nakon tog uspjeha, otputovala je u Los Angeles, kako bi stvorila glazbenu karijeru, ali njen album Stéphanie nije bio uspješan.
U mladosti je imala buran privatni život, zbog čega je često stvarala probleme svom ocu. Poznato je da je bila u vezi s nizom poznatih muškaraca, poput Jean-Paula Belmonda, Anthonyja Delona i Roba Lowea.
Godine 1992. upustila se u ljubavnu vezu sa svojim tjelohraniteljem Danielom Ducruetom, s kojim ima dvoje djece: sina Louisa Ducrueta (r. 1992.) i kći Pauline Ducruet (r. 1994.). Par se vjenčao 1. srpnja 1995. godine, a razveli su se 4. listopada 1996. godine.
Dana 15. srpnja 1998. godine, rodila je treće dijete, Camille Marie Kelly Gottlieb, a iako nije prijavila tko joj je otac, vjeruje se da je on bivši francuski žandar i instruktor skijanja. Budući da se nisu vjenčali, Camille je izuzeta od nasljeđivanja monegaškog prijestolja.
Godine 2001. Stéphanie je započela vezu s oženjenim dreserom slonova, Francom Kniem. Stéphanie i njeno troje djece iz prethodnih veza, preselili su se u cirkus. Veza je potrajala tek do 2002. godine, nakon čega se Stéphanie po drugi put udala, ovoga puta za Adansa Lopeza Pereza, člana Francove cirkuske družine. Par se razveo 24. studenog 2004. godine.

## Vanjske poveznice
- Princeza Stéphanie - monte-carlo.mc (engl.)
- Graceina djeca - Tko je princeza Stéphanie od Monaka (engl.)
- Njena presvjetlost Stéphanie - palais.mc (engl.)